# Oryba robusta
Oryba robusta är en fjärilsart som beskrevs av Walker 1856. Oryba robusta ingår i släktet Oryba och familjen svärmare. Inga underarter finns listade i Catalogue of Life.